# Nisides Karpathiou Pelagous: Megalo Sofrano, Sochas, Mikro Sofrano, Avgo, Divounia, Chamili, Astakidonisia
Nisides Karpathiou Pelagous: Megalo Sofrano, Sochas, Mikro Sofrano, Avgo, Divounia, Chamili, Astakidonisia este o arie protejată (arie de protecție specială avifaunistică — SPA) din Grecia întinsă pe o suprafață de 337,01 ha, integral pe uscat.

## Localizare
Centrul sitului Nisides Karpathiou Pelagous: Megalo Sofrano, Sochas, Mikro Sofrano, Avgo, Divounia, Chamili, Astakidonisia este situat la coordonatele 36°04′25″N 26°24′00″E / 36.073616°N 26.399897°E.

## Înființare
Situl Nisides Karpathiou Pelagous: Megalo Sofrano, Sochas, Mikro Sofrano, Avgo, Divounia, Chamili, Astakidonisia a fost declarat arie de protecție specială avifaunistică în octombrie 2001 pentru a proteja 24 de specii de animale.

## Biodiversitate
Situată în ecoregiunea mediteraneană, aria protejată nu include niciun habitat protejat.
La baza desemnării sitului se află mai multe specii protejate de  păsări (24): fâsă de pădure (Anthus trivialis), șorecarul comun (Buteo buteo), caprimulg (Caprimulgus europaeus), Emberiza caesia, Falco eleonorae, șoim călător (Falco peregrinus), rândunică (Hirundo rustica), Iduna pallida, sfrâncioc roșiatic (Lanius collurio), sfrânciocul cu frunte neagră (Lanius minor), codobatură galbenă (Motacilla alba), codobatura galbenă (Motacilla flava), muscar sur (Muscicapa striata), pietrar mediteranean (Oenanthe hispanica), pietrar sur (Oenanthe oenanthe), grangur (Oriolus oriolus), vrabie negricioasă (Passer hispaniolensis), Phalacrocorax aristotelis desmarestii, codroș de munte (Phoenicurus ochruros), codroșul de pădure (Phoenicurus phoenicurus), pitulice-fluierătoare (Phylloscopus trochilus), corcodel mare (Podiceps cristatus), corcodel-cu-gât-negru (Podiceps nigricollis), pupăză (Upupa epops)
Pe lângă speciile protejate, pe teritoriul sitului au mai fost identificate 1 specie de păsări.